# 24 pluviôse
24 nivôse 24 ventôse
Le quartidi 24 pluviôse, officiellement dénommé jour de la trainasse, est le 144e jour de l'année du calendrier républicain.
C'était généralement le 12e jour du mois de février dans le calendrier grégorien.